# パチンコNOWTV
「パチンコNOW」シリーズは、中部日本放送（CBC）他一部地域で（後述）1991年10月から2008年10月まで放送していた地上波パチンコ・パチスロ情報番組。
17年にわたって放送されていた長寿番組であった。

## 概要
2006年4月第1週の放送分から、現タイトルに変更。
かつてはパチンコNOW、パチンコNOW2のタイトルで放送されており、この時期はCBCは制作に関わっていなかった。初代司会者は渡辺正行。
番組自体はダイコク電機の一社提供であるが、ローカル枠である関係上、ダイコク電機の提供があるネット局と、番組販売の形で放送（それらの局では地元のパチンコ店などが提供スポンサーにつく）されるネット局がある。
毎週新台の情報や、全国のホール出玉ランキングのコーナーがある。
番組収録はスタジオで行われるが、2月放送分のみ外ロケ。これは番組の伝統である。
番組販売（一部スポンサードネット）扱いのローカルセールス番組では珍しく、制作著作のクレジットが「CBC」ではなく、全国ネット番組に準じて「中部日本放送」と表示されている（本番組終了後の2011年4月から全国ネット番組も「CBC（＋ジ〜ン）」に統一）。但し、TBS系以外への番組販売もあり、関東地区ではTBSではなく独立UHF局での放送のため、「ジ〜ン」は表示されていない。
ただ、サンテレビジョンやTVQ九州放送ではそのCBCの制作クレジットが入っていない放送素材を使用したことがあった。

## 番組名・出演者の変遷

### パチンコNOW
1991年10月～1998年3月放送
- MC：渡辺正行
- アシスタント
  - 初代：斉藤絵里
  - 2代目：中條かな子
  - 3代目：菊池万理江
- コメンテーター：守屋彰二 （通称「モリピー」） - ダイコク電機 社員

### パチンコNOW2
1998年4月～2002年6月放送
- MC：小林千絵
- コメンテーター：守屋彰二
（アシスタントは無し）

### パチンコNOWTV
2002年7月～2004年3月放送
- MC：浅田好未

### パチンコNOWTV2
2004年4月～2006年3月放送
- MC：村上恵梨
- アシスタント：亜耶乃
- レポーター：大島由美子

### パチンコNOWTV (SITE7)
2006年4月～2008年10月放送
- MC
  - 初代：根本はるみ（～2008年3月）
  - 2代目：折原みか（2008年4月～）
- アシスタント
  - 初代：名和郁代（～2007年3月）
  - 2代目：山下舞弓（2007年4月～）
- レポーター：大島由美子 - レポーター

司会とアシスタントはスタジオ出演。大島のみVTR出演。ただし、2008年2月第1週放送分のみ一緒に登場。

## 主な内容
- ホールどUP
  - 大島由美子が全国のパチンコホールで自腹で3000円分パチンコをするコーナーがある。負けることが多いが、勝ったときには景品を視聴者プレゼント。
  - 尚，現在のパチスロでは3000円ではあっという間に遊戯が終わってしまうがごく稀にパチスロに挑戦してしかも勝つことがある。
- 全国出玉BEST10
- 新台NOW（前半パート）
  - このコーナーで、基本的に毎週1つの新台を紹介。まれに2台を紹介するときもある。

- プレゼント
  - 毎週パチンコ・パチスロ関連のプレゼントがある。大島由美子の視聴者プレゼントもたまにある。

- 新台NOW（後半パート）

なお、2008年6月は洞爺湖サミットの為、全国的に新台入れ替えの自粛期間のため、大島由美子&折原みかの「ホールどUPスペシャル版」が放送される。また、特別企画として2008年9月の第1週は「ホールコンピュータの役割」、第2週は「パチンコ機の開発からオープンまで」を特集。「全国出玉BEST10」以外はお休み。

## 放送時間・ネット局
（最終回放送時点、太字表示はダイコク電機一社提供局）
| 放送局                    | 系列                   | 放送曜日及び放送時間                       | 遅れ日数 |
| ------------------------- | ---------------------- | ------------------------------------------ | -------- |
| 中部日本放送 (CBC)        | TBS系列                | 日曜 24:45～25:00                          | ※制作局  |
| テレビ埼玉 (TVS)          | 独立テレビ局           | 日曜 24:00～24:15                          | -        |
| サンテレビ (SUN)          | 独立テレビ局           | 日曜 24:00～24:15                          | -        |
| 山陽放送 (RSK)            | TBS系列                | 日曜 24:30～24:45                          | -        |
| 中国放送 (RCC)            | TBS系列                | 日曜 24:30～24:45                          | -        |
| 信越放送 (SBC)            | TBS系列                | 日曜 25:15～25:30                          | -        |
| テレビユー山形 (TUY)      | TBS系列                | 日曜 24:50～25:10                          | -        |
| TVQ九州放送 (TVQ)         | テレビ東京系列         | 日曜 26:30～26:45                          | -        |
| 新潟放送 (BSN)            | TBS系列                | 水曜 25:25～25:40                          | 3日遅れ  |
| 長崎放送 (NBC)            | TBS系列                | 木曜 25:40～25:55                          | 4日遅れ  |
| 北海道放送 (HBC)          | TBS系列                | 木曜 25:55～26:10                          | 4日遅れ  |
| 東北放送 (TBC)            | TBS系列                | 金曜 25:55～26:15                          | 5日遅れ  |
| テレビ神奈川 (tvk)        | 独立テレビ局           | 土曜 23:30～23:45                          | 6日遅れ  |
| 秋田放送 (ABS)            | 日本テレビ系列         | 土曜 24:50～25:05                          | 6日遅れ  |
| 山陰放送 (BSS)            | TBS系列                | 土曜 25:40～25:55                          | 6日遅れ  |
| チューリップテレビ (TUT)  | TBS系列                | 土曜 26:15～26:30                          | 6日遅れ  |
| パチ・スロ サイトセブンTV | 衛星放送 （スカパー!） | 月曜 12:00～12:15 （初回放送、再放送多数） | 5週遅れ  |

その他のネット局
- 青森テレビ-1998年春まで
- IBC岩手放送-1998年から2001年まで中断、途中打ち切り